# Vandaals-Frankische oorlog
De Vandaals–Frankische oorlog was een oorlog van de Vandalen tegen de Franken.  De oorlog vond waarschijnlijk plaats voorafgaand aan de Rijnoversteek (traditioneel gedateerd op 31 december 406) en was vermoedelijk het gevolg van een Vandaalse aanval in het woongebied van de Franken aan de Midden-Rijn.
Gelet op de enorme impact van de gebeurtenissen die daarna plaatsvonden in Gallië en die van enorme invloed waren op de uiteindelijke val van het West-Romeinse rijk, wordt dit conflict gezien als een aanloop hiertoe. Het werd beslist door een Vandaalse overwinning. De Vandalen werden geleid door een koning, rex Godegisel, terwijl de Franken geleid werden door verschillende koningen, waarvan geen namen zijn overgeleverd.

## Overlevering
Het enige schriftelijke verslag waarin de oorlog wordt genoemd is van Gregorius van Tours, een 6e-eeuwse bisschop en historicus die de boeken van Renatus Profuturus Frigeridus als bron gebruikte voor zijn eigen geschiedwerk Historia Francorum. Het werk van Frigeridus heeft de tand des tijds niet overleefd en is slechts bekend doordat Gregorius van Tours hem uitgebreid citeerde. Latere historici hebben opmerkingen van Prosper en Orosius over de Vandalen en Alanen en passages uit de Gallische kroniek van 452 en de Historia Nova van Zosimus in verband gebracht met de oorlog tussen de Vandalen en Franken die in het Frigeridus-fragment wordt vermeld. Reconstructies van het conflict berusten derhalve deels op aannames en speculaties, waarbij weinig met zekerheid kan worden gezegd.

## Achtergrond
Begin  5e eeuw leverden de Franken troepen aan de Limitanei in de noordelijkste provincies Germania Prima en Germania Secunda. Deze grenstroepen waren belast met de bewaking van de Limes, de Rijngrens die het Romeinse rijk gescheiden hield van Germanië. Hun belangrijkste nederzettingsgebied lag oostelijk van de Rijn, ter hoogte van Keulen via Mainz naar Worms en Speyer. De Frankische stammen ten noorden hiervan werden Saliërs genoemd en in het zuiden woonden de Alemannen, volken die eveneens soldaten leverden aan het Romeinse leger. 
In de loop van 406 verschenen de Vandalen en in hun kielzog de Alanen op Frankisch grondgebied. Waar zij vandaan kwamen is een vraagstuk op zich, waarop niet een eenduidig antwoord kan worden geven. De meest plausibele verklaring is dat het om op drift geraakte barbaren ging die in feite een overblijfsel waren van Radagaisus' derde leger. Volgens Wijnendaele werden zij door de Hunnen van Uldin verslagen in de oorlog tegen Radegaisus van 405. Wijendaele baseert zich op Orosius die Uldin de "slachter van de Alanen" noemde. Hij verbindt deze opmerking met passages uit de Gallische kroniek van 452 en de Historia Nova van Zosimus over de Vandalen, Alanen en Sueven. 
In de reconstructie van Wijendaele vluchtten de Vandalen en Alanen over de Julische Alpen naar Raetia en bereikten daar het Donaubekken waar zij van hun nederlaag konden herstellen en een nieuwe menigte barbaren konden opbrengen en zich konden voorbereiden op een nieuwe oorlog. Vermoedelijk lagen er meerdere redenen ten grondslag aan hun komst, waarvan de mogelijkheid om zich in het Romeinse rijk te vestigen wellicht de belangrijkste is. De Vandalen die het woongebied van de Ripuariërs binnendrongen waren Asdingen, de westelijke tak van dit volk. De Silingen, de andere tak bevond zich oostelijker, in het "Vandaalgebergte" in de Sudeten. Ook deze groep verplaatste zich naar het westen, evenals groepen Sueven.
De Vandalen werden geleid door Godigisel en de Alanen door Respendial. Volgens Liebeschuetz vereiste de invasie een zorgvuldige voorbereiding en planning en was het organiserende en diplomatieke brein  hierachter Godigisel van de Asdingse Vandalen. Desalniettemin lijkt het erop dat de twee aanvoerders afzonderlijk opereerden, omdat de Vandalen in het beslissende gevecht met de Franken zonder de Alanen de strijd aan gingen.

## Conflict

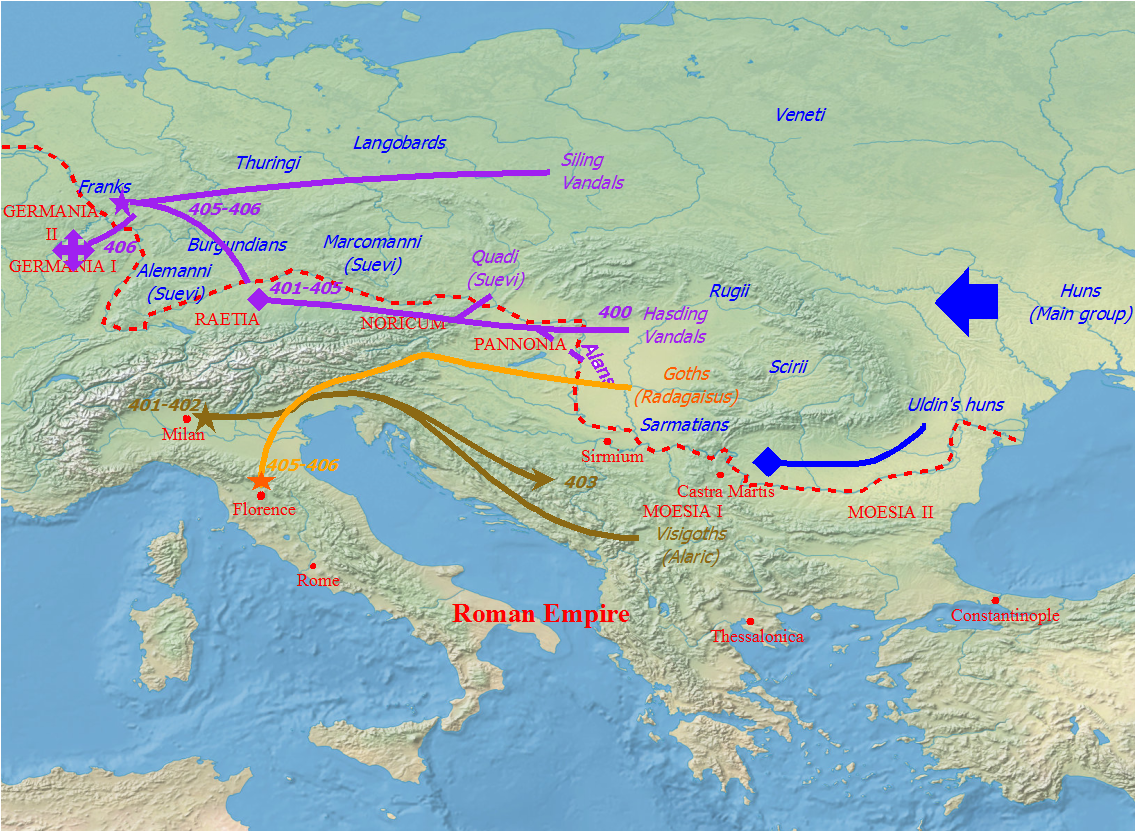
Barbaarse

De komst van de Vandaalse en Alaanse vluchtelingen leidde tot conflicten met de Franken en Alemannen. Waarschijnlijk vonden er meerdere confrontaties plaats  waarin de Franken hun eigen territorium en mogelijk ook de Romeinse grens als foederati probeerden te beschermen, terwijl de Vandalen ofwel trachtten om op de oostoever een gelijksoortige foederati-status te verkrijgen als de Franken, Alemannen en Bourgonden, ofwel de Rijn probeerden over te steken.

### Frigeridus-fragment
Omtrent het verloop van de oorlog is veel onduidelijk, omdat de bronnen ontoereikend zijn. Frigeridus geeft alleen informatie omtrent het beslissende gevecht tussen de Vandalen en de Franken waarin Godegisel sneuvelde. Deze raakte zonder de Alanen (Alamanni) van Respendialis in gevecht met de Franken. Frigeridus vermeldde dat de Vandalen in deze gevechten ongeveer 20.000 krijgslieden verloren, inclusief hun aanvoerder.

Renatus Profuturus Frigeridus, die wij [Gregorius van Tours] reeds hebben genoemd, zegt in zijn verhaal van de inname en verwoesting van Rome door de Goten: "Terwijl Goare was overgelopen naar de Romeinen, keerde Respendialis, koning van de Alamanni, het leger van zijn volk af van de Rijn, omdat de Vandalen aan de verliezende hand waren in de oorlog met de Franken, waarbij ze inmiddels hun koning Godegisil en 20.000 van het leger hadden verloren, en alle Vandalen zouden zijn uitgeroeid als de Alamanni [noot: Alamanni voor Alani] hen niet op tijd te hulp zouden zijn gekomen." Het verbaast ons [Gregorius van Tours] dat hij [Frigeridus] wel de namen van de koningen van de andere volkeren noemt, maar niet de naam van de koning van de Franken.

### Interpretaties
Deze aantallen zijn willicht overdreven, maar de verliezen van de Vandalen moeten groot zijn geweest. De Franken waren in eerste instantie de bovenliggende partij, maar toen de situatie voor de Vandalen wanhopig dreigde te worden, kregen zij plotseling hulp van de Alanen. (Het Frigeridus-fragment noemt hen Alamanni, maar de meeste historici denken dat dit een verwarring is met de Alanen). Verenigd  versloegen zij de Franken daarna in de beslissende veldslag.
Frigeridus noemde geen datum of een precieze locatie voor dit gevecht; hij gaf alleen aan dat het Alaanse leger 'zich van de Rijn afkeerde' om in te grijpen in de Vandaals–Frankische oorlog. Waaruit valt op te maken dat het op enige afstand van de rivier moet hebben plaatsgevonden. Binnen de Historia Francorum plaatst Gregorius de gebeurtenis tussen een conflict van de Franken met de tegenkeizer Flavius Eugenius (die stierf in 394) en de usurpatie van Constantijn III en zijn generaal Gerontius (die begon in 407/8). Met de aanname dat de slag vermeld door Frigeridus geschiedde voordat de Rijnoversteek zou gebeuren (rondom 31 december 406), schatte MacDowall (2016) dat de oorlog 'waarschijnlijk ergens in de zomer of herfst van 406 plaatsvond.'

## Nasleep
De finale overwinning van de Vandalen en Alanen op de Franken markeerde het einde van de Vandaals-Frankische oorlog. Het doel van de invallers was bereikt, de doortocht naar het Romeinse Rijk werd niet langer verhinderd, het stelde de Vandalen en hun bondgenoten in staat om zich in het Frankische territorium aan de Middel-Rijn op te houden, totdat zij de oversteek over de Rijn waagden.
Desalniettemin, en tegen de contemporaine militaire logica in dat men in de winterkwartieren verblijft om te wachten om gunstige weersomstandigheden voor de volgende veldtocht, beweerde Prosper in zijn wereldkroniek dat de Vandalen en Alanen de Rijn in hartje winter overstaken. Volgens MacDowall kan dit alleen begrepen worden als de barbaren honger leden, wanhopig waren en het gebied dat zij zojuist op de Franken hadden veroverd onvoldoende was om voldoende voedsel voor iedereen te leveren. Mogelijk dat zij bij de overtocht gebruik konden maken van de Romeinse Rijnbrug bij Mainz of dat de migrerende volkeren gewoon boten gebruikten. Hij baseert dit op de uit de achtste eeuw stammende bron van Hrabanus Maurus, die schreef over het leven van Albanus van Mainz. Nadat de Asdingse Vandalen en Alanen de Limes hadden gepasseerd werden zij gevolgd door de nieuw aangekomen Silingen en Seuven.